# Karabin maszynowy Typ B
Karabin maszynowy Typ B – seria prototypów zbudowana wraz z karabinem maszynowym Typ C w latach trzydziestych XX wieku.

## Historia konstrukcji
Prace nad karabinem maszynowym Typu B były prowadzone równolegle nad pracami z karabinem maszynowym Typu C. Pierwszą wersją tej serii był 7,9B zaprojektowany przez G. Grzesznika a opracowany przez Z. Raabego. Posiadał on taki sam zamek jak rkm wz. 1928, donośnik taśmowy lewostronny pod lufą, krzywkę donośnika, która znajdowała w suwadle oraz boczny wyrzut łusek. Masa tego modelu wynosiła ok. 15 kg. Następnym modelem był PL 7,9B skonstruowany przez inż. L. Kowalewicza i W. Waszkiewicza. Dalsze losy tego karabinu są nieznane.

## Znane wersje
- 7,9B – pierwszy prototyp
- PL 7,9B – drugi prototyp